# Wronowo (Kozłowo)
Wronowo (deutsch Wronowo, 1938 bis 1945 Wiesengut) ist ein Ort in der polnischen Woiwodschaft Ermland-Masuren und gehört zur Gmina Kozłowo (Landgemeinde Groß Koslau, 1938 bis 1945 Großkosel) im Powiat Nidzicki (Kreis Neidenburg).

## Geographische Lage
Wronowo liegt nördlich des Wiesensees (polnisch Jezioro Wronowo) im Südwesten der Woiwodschaft Ermland-Masuren, 34 Kilometer südöstlich der einstigen Kreisstadt Osterode in Ostpreußen (polnisch Ostróda) bzw. 14 Kilometer nordwestlich der heutigen Kreismetropole Nidzica (deutsch Neidenburg).

## Geschichte
Vor 1945 war Wronowo ein Wohnplatz innerhalb des Gutsbezirks (ab 1928: Landgemeinde) Seythen (polnisch Sitno) im Kreis Osterode in Ostpreußen. Im Jahre 1871 wurde Wronowo als Vorwerk mit vier Gebäuden und 61 Einwohnern erwähnt. Aus politisch-ideologischen Gründen der Abwehr fremdländisch klingender Ortsnamen wurde Wronowo 1938 in „Wiesengut“ umbenannt.
In Kriegsfolge kam der kleine Ort 1945 mit dem gesamten südlichen Ostpreußen zu Polen und erhielt die polnische Namensform „Wronowo“. Heute ist die Siedlung (polnisch Osada) eine Ortschaft innerhalb der Gmina Kozłowo im Powiat Nidzicki, bis 1998 der Woiwodschaft Olsztyn, seither der Woiwodschaft Ermland-Masuren zugehörig. Im Ort stehen derzeit keine Gebäude.

## Kirche
Bis 1945 war Wronowo/Wiesengut in die evangelische Kirche Waplitz (polnisch Waplewo) sowie in die römisch-katholische Kirche Thurau (polnisch Turowo) eingepfarrt. Heute liegt Wronowo im Bereich der evangelischen Kirche Nidzica bzw. der römisch-katholischen Kirche Turowo.

## Verkehr
Wronowo liegt an einer Nebenstraße, die von Rączki über Sitno nach Mielno führt. Eine Anbindung an den Bahnverkehr besteht nicht.